# Nervus subscapularis
Der Nervus subscapularis („Unterschulterblattnerv“) ist ein Nerv des Plexus brachialis, der sich aus dessen Fasciculus posterior isoliert. Er hat beim Menschen seine Wurzeln im Rückenmark zwischen dem 5. und 7. Halssegment (C5-C7), bei Haustieren in C6-C8. Bei Haustieren ist er zumeist in mehrere Äste aufgespalten (Nervi subscapulares).
Der Nervus subscapularis innerviert motorisch den Musculus subscapularis, beim Menschen teilweise auch den Musculus teres major.